# 1748 год в музыке

## События
- 12 апреля (предположительно) — премьера последнего пассиона из цикла St Mark Passion[англ.] (BC D 5) стилизации Иоганна Себастьяна Баха в Томаскирхе (Лейпциг). В дополнение к двум движениям Баха, пассион включал в себя семь арий из Brockes Passion[англ.] HWV 48 работы Георга Фридриха Генделя.
- Август 1748—октябрь 1749 — Повторное (возможно в концертном зале) выступление Баха, исполнившего Brockes Passion HWV 48 Генделя в версии Баха.
- 1748—1749 — Иоганн Себастьян Бах сочиняет мессу-кантату Высокую мессу BWV 232 (BC E 1).
- В Оксфорде (Англия) был открыт Holywell Music Room[англ.], первый в Европе специально построенный концертный зал.[1]
- Никола Порпора становится капельмейстером в Дрездене.

## Классическая музыка
- Грегор Вернер — Neuer und sehr curios- Musicalischer Instrumental-Calendar (двенадцать оркестровых сюит, изображающие двенадцать месяцев в году).[2]

## Опера
- Жан-Филипп Рамо —
  - Zaïs (премьера 29 февраля)
  - «Пигмалион» (Pygmalion, монодрама, премьера 27 августа)
  - «Сюрпризы любви» (фр. Les surprises de l'Amour, опера-балет, премьера 27 ноября).

## Родились
- Февраль — Хедвиг Вигерт[англ.], шведская оперная певица (умерла 1780)
- 5 февраля — Кристиан Готлоб Нефе, немецкий композитор, дирижёр, органист, педагог (обучал Людвига ван Бетховена композиции, а также игре на фортепиано и органе) и эстетик (умер в 1798).
- 5 марта — Уильям Шилд[англ.], английский композитор, скрипач и альтист (умер в 1829).
- 20 апреля — Георг Микаэль Телеманн, немецкий композитор и богослов (умер в 1831).
- 11 августа — Йозеф Шустер, немецкий композитор (умер в 1812).
- 31 августа — Жан-Этьен Дэспро[англ.], французский балетный танцовщик, хореограф, композитор, певец и драматург (умер в 1820).
- 30 ноября — Йоахим Альбертини[англ.], польский композитор итальянского происхождения (умер в 1812).

## Умерли
- 26 января — Пьер Рамо (фр. Pierre Rameau), французский учитель и теоретик танцев (среди его подопечных Изабелла Фарнезе, вторая жена короля Испании Филиппа V), автор двух книг о барочном танце (род. в 1674)
- 26 февраля — Жан-Батист Ланде, французский танцовщик, балетмейстер, педагог, переехавший в Россию в 1730-х годах, основоположник русского хореографического искусства[3] (год рождения неизвестен).
- 7 марта — Уильям Корбетт, английский композитор и скрипач (род. в 1680)
- 17 марта — Чарльз Кинг[англ.], английский композитор и музыкант, занимал пост раздающего милостыню и мастера певчих собора Святого Павла под руководством Джона Блоу и Джеремайи Кларка (род. в 1687)
- 23 марта — Иоганн Готфрид Вальтер, немецкий лексикограф, теоретик музыки, органист и композитор (род. в 1684)
- 25 ноября — Исаак Уоттс, английский священник, теолог, логик, педагог и поэт, автор гимнов, многие из которых используются и сегодня, «отец английского гимна» (род. в 1674)
- 28 ноября — Жак Лойе[фр.], бельгийский гобоист и композитор, брат Жана-Батиста Лойе (род. в 1685).[4]
- дата неизвестна — Давид Текклер[англ.], немецкий скрипичный мастер (род. в 1666)